# Beira Atlântico
Beira Atlântico é uma região vinícola portuguesa na parte ocidental da região das Beiras, no centro de Portugal. Reconhecida oficialmente desde 2011, inclui a região demarcada da Bairrada e a sub-região Terras de Sicó e integra as indicações geográficas protegidas da União Europeia.
Esta região vinícola fazia parte, até à sua constituição, de denominação mais abrangente conhecida como Beiras, que incluía vinhos comercializados sob a indicação geográfica "Vinho Regional Beiras" e três sub regiões: Sub-Região da Beira Alta, Sub-Região da Beira Litoral e Sub-Região de Terras de Sicó.